# Un país mágico
Un país mágico es un programa divulgativo, estrenado en septiembre de 2017, con el que el mago Miguel de Lucas recorre las principales localidades de la geografía española. En las dos primeras temporadas, recorría las provincias de España dejando una carta de la baraja en cada una.

## Sinopsis
El mago y actor Miguel de Lucas recorre las diferentes provincias españolas para sorprender a sus habitantes con sus trucos. Además, diferentes celebridades locales enseñan al ilusionista sus rincones favoritos y los secretos de cada uno de los lugares que visita.
Sinopsis oficial

## Premios
En 2024 gana el Premio Internacional de Periodismo Ciudad de Guadix, según el jurado, "por ser un referente que ensalza los valores patrimoniales de las localidades españolas". 

## Episodios

### Primera temporada realizada por Konsak Producciones
| Fecha                   | Datos del programa | Datos del programa | Datos del programa   | Audiencia       | Audiencia | Ref.  |
| Fecha                   | Nº serie           | Nº temp.           | Provincias           | Nº Espectadores | %         | Ref.  |
| ----------------------- | ------------------ | ------------------ | -------------------- | --------------- | --------- | ----- |
| 23/09/2017              | 1                  | 1                  | Zamora y Valladolid  | 213 520         | 2,23%     | [ 5 ] |
| 30/09/2017              | 2                  | 2                  | Salamanca y Cáceres  | 267 260         | 2,69%     | [ 6 ] |
| 07/10/2017              | 3                  | 3                  | Cádiz y Sevilla      | 244 000         | 2,5%      |       |
| 14/10/2017              | 4                  | 4                  | Lugo y Ourense       | 170 000         | 1,9%      |       |
| 21/10/2017              | 5                  | 5                  | Valencia             | 212 000         | 2,1%      |       |
| 28/10/2017              | 6                  | 6                  | Toledo y Ciudad Real | 268 000         | 2,7%      |       |
| 04/11/2017              | 7                  | 7                  | Asturias             | 308 000         | 2,7%      |       |
| 11/11/2017              | 8                  | 8                  | Guadalajara y Teruel | 307 000         | 2,8%      |       |
| 18/11/2017              | 9                  | 9                  | Zaragoza             | 291 640         | 2,6%      |       |
| 25/11/2017              | 10                 | 10                 | Burgos y Palencia    | 265 000         | 2,4%      |       |
| 01/12/2017              | 11                 | 11                 | Navarra              | 363 000         | 3%        |       |
| 08/12/2017              | 12                 | 12                 | Barcelona            | 224 000         | 2%        |       |
| 15/12/2017              | 13                 | 13                 | Madrid               | 237 000         | 1,9%      |       |
| Media de la temporada 1 |                    |                    |                      |                 |           |       |

### Segunda temporada realizada por Backstage Producciones
| Fecha                   | Datos del programa | Datos del programa | Datos del programa | Audiencia       | Audiencia | Ref.  |
| Fecha                   | Nº serie           | Nº temp.           | Provincia          | Nº Espectadores | %         | Ref.  |
| ----------------------- | ------------------ | ------------------ | ------------------ | --------------- | --------- | ----- |
| 05/05/2018              | 14                 | 1                  | Segovia            | 278 000         | 2,7%      | [ 7 ] |
| 12/05/2018              | 15                 | 2                  | Huelva             | 263 000         | 2,4%      | [ 8 ] |
| 19/05/2018              | 16                 | 3                  | Badajoz            | 279 000         | 2,2%      | [ 9 ] |
| 26/05/2018              | 17                 | 4                  | Córdoba            |                 |           |       |
| 02/06/2018              | 18                 | 5                  | Granada            |                 |           |       |
| 09/06/2018              | 19                 | 6                  | Alicante           |                 |           |       |
| 16/06/2018              | 20                 | 7                  | Álava              |                 |           |       |
| 23/06/2018              | 21                 | 8                  | Cantabria          |                 |           |       |
| 30/06/2018              | 22                 | 9                  | Lérida             |                 |           |       |
| 07/07/2018              | 23                 | 10                 | León               |                 |           |       |
| 14/07/2018              | 24                 | 11                 | Tarragona          |                 |           |       |
| 21/07/2018              | 25                 | 12                 | La Rioja           |                 |           |       |
| 28/07/2018              | 26                 | 13                 | Ávila              |                 |           |       |
| Media de la temporada 2 |                    |                    |                    |                 |           |       |

### Tercera temporada
| Fecha                   | Datos del programa | Datos del programa | Datos del programa | Audiencia       | Audiencia | Ref. |
| Fecha                   | Nº serie           | Nº temp.           | Capital            | Nº Espectadores | %         | Ref. |
| ----------------------- | ------------------ | ------------------ | ------------------ | --------------- | --------- | ---- |
| 03/03/2019              | 27                 | 1                  | Burgos             |                 |           |      |
| 10/03/2019              | 28                 | 2                  | Toledo             |                 |           |      |
| 17/03/2019              | 29                 | 3                  | Gerona             |                 |           |      |
| 24/03/2019              | 30                 | 4                  | Palencia           |                 |           |      |
| 31/03/2019              | 31                 | 5                  | Pamplona           |                 |           |      |
| 07/04/2019              | 32                 | 6                  | Sevilla            |                 |           |      |
| 14/04/2019              | 33                 | 7                  | Zaragoza           |                 |           |      |
| 21/04/2019              | 34                 | 8                  | San Sebastián      |                 |           |      |
| 05/05/2019              | 35                 | 9                  | Cádiz              |                 |           |      |
| 12/05/2019              | 36                 | 10                 | Zamora             |                 |           |      |
| 19/05/2019              | 37                 | 11                 | Logroño            |                 |           |      |
| 02/06/2019              | 38                 | 12                 | Bilbao             |                 |           |      |
| 09/06/2019              | 39                 | 13                 | Madrid             |                 |           |      |
| Media de la temporada 3 |                    |                    |                    |                 |           |      |

### Cuarta temporada
| Fecha                   | Datos del programa | Datos del programa | Datos del programa     | Audiencia       | Audiencia | Ref. |
| Fecha                   | Nº serie           | Nº temp.           | Capital                | Nº Espectadores | %         | Ref. |
| ----------------------- | ------------------ | ------------------ | ---------------------- | --------------- | --------- | ---- |
| 12/01/2020              | 40                 | 1                  | Palma de Mallorca      |                 |           |      |
| 19/01/2020              | 41                 | 2                  | Oviedo                 |                 |           |      |
| 26/01/2020              | 42                 | 3                  | Pontevedra             |                 |           |      |
| 02/02/2020              | 43                 | 4                  | Jaén                   |                 |           |      |
| 09/02/2020              | 44                 | 5                  | La Coruña              |                 |           |      |
| 16/02/2020              | 45                 | 6                  | Almería                |                 |           |      |
| 23/02/2020              | 46                 | 7                  | Soria                  |                 |           |      |
| 01/03/2020              | 47                 | 8                  | Guadalajara            |                 |           |      |
| 08/03/2020              | 48                 | 9                  | Teruel                 |                 |           |      |
| 15/03/2020              | 49                 | 10                 | Cuenca                 |                 |           |      |
| 22/03/2020              | 50                 | 11                 | Huesca                 |                 |           |      |
| 29/03/2020              | 51                 | 12                 | Castellón de la Plana  |                 |           |      |
| 05/04/2020              | 52                 | 13                 | Santa Cruz de Tenerife |                 |           |      |
| 12/04/2020              | 53                 | 14                 | Albacete               |                 |           |      |
| Media de la temporada 4 |                    |                    |                        |                 |           |      |

### Quinta temporada
| Fecha                   | Datos del programa | Datos del programa | Datos del programa                 | Audiencia       | Audiencia | Ref. |
| Fecha                   | Nº serie           | Nº temp.           | Localidad                          | Nº Espectadores | %         | Ref. |
| ----------------------- | ------------------ | ------------------ | ---------------------------------- | --------------- | --------- | ---- |
| 04/10/2020              | 54                 | 1                  | Jaca (Huesca)                      |                 |           |      |
| 11/10/2020              | 55                 | 2                  | Úbeda (Jaén)                       |                 |           |      |
| 18/10/2020              | 56                 | 3                  | Santiago de Compostela (La Coruña) |                 |           |      |
| 25/10/2020              | 57                 | 4                  | Calatayud (Zaragoza)               |                 |           |      |
| 01/11/2020              | 58                 | 5                  | Tomelloso - Almagro (Ciudad Real)  |                 |           |      |
| 08/11/2020              | 59                 | 6                  | Gijón (Asturias)                   |                 |           |      |
| 15/11/2020              | 60                 | 7                  | Cartagena (Murcia)                 |                 |           |      |
| 22/11/2020              | 61                 | 8                  | Vigo (Pontevedra)                  |                 |           |      |
| 29/11/2020              | 62                 | 9                  | Mérida (Badajoz)                   |                 |           |      |
| 06/12/2020              | 63                 | 10                 | Jerez de la Frontera (Cádiz)       |                 |           |      |
| 13/12/2020              | 64                 | 11                 | Aranda de Duero (Burgos)           |                 |           |      |
| 20/12/2020              | 65                 | 12                 | Talavera de la Reina (Toledo)      |                 |           |      |
| 27/12/2020              | 66                 | 13                 | Torrelavega - Reinosa (Cantabria)  |                 |           |      |
| Media de la temporada 5 |                    |                    |                                    |                 |           |      |

### Sexta temporada
| Fecha                   | Datos del programa | Datos del programa | Datos del programa                | Audiencia       | Audiencia | Ref. |
| Fecha                   | Nº serie           | Nº temp.           | Localidad                         | Nº Espectadores | %         | Ref. |
| ----------------------- | ------------------ | ------------------ | --------------------------------- | --------------- | --------- | ---- |
| 03/10/2021              | 67                 | 1                  | Barbastro (Huesca)                |                 |           |      |
| 10/10/2021              | 68                 | 2                  | Alcázar de San Juan (Ciudad Real) |                 |           |      |
| 17/10/2021              | 69                 | 3                  | La Escala (Gerona)                |                 |           |      |
| 24/10/2021              | 70                 | 4                  | Tordesillas (Valladolid)          |                 |           |      |
| 31/10/2021              | 71                 | 5                  | Baeza (Jaén)                      |                 |           |      |
| 07/11/2021              | 72                 | 6                  | Santillana del Mar (Cantabria)    |                 |           |      |
| 14/11/2021              | 73                 | 7                  | Tudela (Navarra)                  |                 |           |      |
| 21/11/2021              | 74                 | 8                  | Ronda (Málaga)                    |                 |           |      |
| 28/11/2021              | 75                 | 9                  | Reus (Tarragona)                  |                 |           |      |
| 05/12/2021              | 76                 | 10                 | Aguilar de Campoo (Palencia)      |                 |           |      |
| 12/12/2021              | 77                 | 11                 | Tarazona (Zaragoza)               |                 |           |      |
| 19/12/2021              | 78                 | 12                 | Plasencia (Cáceres)               |                 |           |      |
| 26/12/2021              | 79                 | 13                 | Alcalá de Henares (Madrid)        |                 |           |      |
| Media de la temporada 6 |                    |                    |                                   |                 |           |      |

### Séptima temporada
| Fecha                   | Datos del programa | Datos del programa | Datos del programa                       | Audiencia       | Audiencia | Ref. |
| Fecha                   | Nº serie           | Nº temp.           | Localidad                                | Nº Espectadores | %         | Ref. |
| ----------------------- | ------------------ | ------------------ | ---------------------------------------- | --------------- | --------- | ---- |
| 02/10/2022              | 80                 | 1                  | Lerma (Burgos)                           |                 |           |      |
| 09/10/2022              | 81                 | 2                  | Laguardia (Álava)                        |                 |           |      |
| 16/10/2022              | 82                 | 3                  | Ciudad Rodrigo (Salamanca)               |                 |           |      |
| 23/10/2022              | 83                 | 4                  | Morella (Castellón)                      |                 |           |      |
| 30/10/2022              | 84                 | 5                  | Tortosa (Tarragona)                      |                 |           |      |
| 06/11/2022              | 85                 | 6                  | Trujillo (Cáceres)                       |                 |           |      |
| 13/11/2022              | 86                 | 7                  | Lorca (Murcia)                           |                 |           |      |
| 20/11/2022              | 87                 | 8                  | Linares (Jaén)                           |                 |           |      |
| 27/11/2022              | 88                 | 9                  | Villanueva de los Infantes (Ciudad Real) |                 |           |      |
| 04/12/2022              | 89                 | 10                 | Antequera (Málaga)                       |                 |           |      |
| 11/12/2022              | 90                 | 11                 | Figueras - Cadaqués (Gerona)             |                 |           |      |
| 18/12/2022              | 91                 | 12                 | Guadix (Granada)                         |                 |           |      |
| 25/12/2022              | 92                 | 13                 | Sóller (Baleares)                        |                 |           |      |
| Media de la temporada 7 |                    |                    |                                          |                 |           |      |

### Octava temporada
| Fecha                   | Datos del programa | Datos del programa | Datos del programa                                      | Audiencia       | Audiencia | Ref. |
| Fecha                   | Nº serie           | Nº temp.           | Localidad                                               | Nº Espectadores | %         | Ref. |
| ----------------------- | ------------------ | ------------------ | ------------------------------------------------------- | --------------- | --------- | ---- |
| 08/10/2023              | 93                 | 1                  | Carmona (Sevilla)                                       |                 |           |      |
| 15/10/2023              | 94                 | 2                  | Medina del Campo (Valladolid)                           |                 |           |      |
| 22/10/2023              | 95                 | 3                  | Costa Tropical (Granada) - Salobreña, Almuñécar, Motril |                 |           |      |
| 29/10/2023              | 96                 | 4                  | Aranjuez (Madrid)                                       |                 |           |      |
| 05/11/2023              | 97                 | 5                  | Jerez de los Caballeros (Badajoz)                       |                 |           |      |
| 12/11/2023              | 98                 | 6                  | Fuenterrabía (Guipúzcoa)                                |                 |           |      |
| 19/11/2023              | 99                 | 7                  | Benavente (Zamora)                                      |                 |           |      |
| 26/11/2023              | 100                | 8                  | Ferrol (La Coruña)                                      |                 |           |      |
| 03/12/2023              | 101                | 9                  | Vic (Barcelona)                                         |                 |           |      |
| 10/12/2023              | 102                | 10                 | Avilés (Asturias)                                       |                 |           |      |
| 17/12/2023              | 103                | 11                 | Gandía (Valencia)                                       |                 |           |      |
| 24/12/2023              | 104                | 12                 | Castro-Urdiales (Cantabria)                             |                 |           |      |
| 31/12/2023              | 105                | 13                 | Andújar (Jaén)                                          |                 |           |      |
| Media de la temporada 8 |                    |                    |                                                         |                 |           |      |